# Тодор Вълков
Тодор Вълков Йотов е български земеделец, търговец и дарител.

## Биография
Роден е в село Скравена през 1848 г. През 1874 г. се преселва в село Липница, откъдето е съпругата му Кула Петкова Тошовица. Техен син е агрономът Никола Вълков.
На 2 април 1924 г. дарява на Министерство на народното просвещение общо 100 000 лева за образуване на два фонда – „Тодор Вълков“ за училището в Скравена, и другият е на името на съпругата му. За всеки от тях определя основен капитал от 50 хил. лв. „Кула Петкова Тошовица“ за училището в Липница. Фондовете са учредени на 18 април 1924 г.
Двата фонда са закрити през 1948 г., когато средствата от фонд „Завещатели и дарители“ при Министерство на народното просвещение преминават в държавния бюджет.

### Фонд „Тодор Вълков“
Годишните лихви от фонда трябва да се изпращат на училищното настоятелство в Скравена и служат за купуване на учебни пособия и дрехи на бедни деца от основното училище в селото. Капиталът на фонда, който е оставен на лихвена сметка в Българска народна банка към 1933 г. е 64 852 лв., към 1 януари 1939 г. – 72 199 лв. През 1940 г. 67 242 лв. са вложени в облигации от Български държавен заем. Паричната наличност към 1 януари 1944 г. възлиза на 38 871 лв., а към 1 януари 1947 г. – на 27 500 лв.
Лихвите се изпращат в Ботевград, понеже в Скравена няма училищно настоятелство, а основното училище се управлява от Ботевградското училищно настоятелство. От Ботевград се превеждат на учителския съвет в селото, като се спазва стриктно посоченото от дарителя предназначение. На 9 юли 1936 г. са раздадени учебници и учебни помагала на 70 бедни ученика, а 5 получават дрехи и обувки. Лихвите за 1938 г. са използвани за учебници и учебни помагала на 90 ученика. За 1940 г. такива са закупени за 76 деца.

### Фонд „Кула Петкова Тошовица“
Годишните лихви от този фонд се изпращат на училищното настоятелство в Липница. Те са предназначени за купуване на учебни пособия и дрехи на бедни ученици от основното училище в селото.
Капиталът на фонда към 1 април 1933 г. е 63 643 лв., към 1 януари 1939 г. – 75 028 лв., към 1 януари 1944 г. – 132 182 лв., а към 1 януари 1947 г. възлиза на 148 344 лв. Стриктно се спазва волята на дарителя.